# Snoeck (geslacht)

Geslachtswapen adellijke tak (1839)

Snoeck (ook: Van Reijn Snoeck, Snouck van Loosen en: Snoeck van Tol) is een uit Gorinchem afkomstig geslacht waarvan leden sinds 1839 tot de Nederlandse adel behoren.

## Geschiedenis
De stamreeks begint met Jacob Snoeck die secretaris was van Gorinchem, wordt vermeld als laagdijk-heemraad van het Land van Arkel en in 1466 overleed. Nageslacht was ook bestuurder in Gorinchem. Bij Koninklijk Besluit van 9 april 1839 werd een nazaat verheven in de Nederlandse adel. In 1953 werd het geslacht, inclusief de niet geadelde takken, opgenomen in het Nederland's Patriciaat.

## Enkele telgen
Hendrick Snoeck (†1603), schepen, vroedschap en burgemeester van Gorinchem
- Matthijs Snoeck ([1564]-1610), leenman der grafelijkheid van Holland
  - Daniël Snoeck (†voor 1665, pachter der bieren
    - Matthias Snoeck ([1632]-1672), bankhouder
      - Joannes Snoeck (1661-1721), bankhouder
        - Gijsbertus Snoeck (1703-1753), schepen van Gorinchem
          - Mr. Matthijs Snoeck (1743-1817), schepen van Gorinchem
            - Johan Diederik Matthijs Snoeck (1784-1860), koopman; trouwde in 1813 met Elisabeth Carolina van Reijn (1792-1868)
              - Simon van Reijn Snoeck (1816-1877), boekhandelaar te Leiden en stamvader van de in 2007 uitgestorven tak Van Reijn Snoeck
                - Johan Diederick Matthijs van Reijn Snoeck (1856-1936)
                  - Adrien Marie Eugene van Reijn Snoeck (1887-1970), cargadoor en expediteur
                    - Henriette Wilhelmina van Reijn Snoeck (1921-2007), laatste naamdrager Van Reijn Snoeck

      - Adriaan Snoeck (1670-na 18 februari 1728), bankhouder te Zaltbommel
        - Matthias Snoeck (1697-1742), bankhouder te Zaltbommel
          - Adriaan Snoeck (1730-1801), schepen van Tuil
            - Jhr. Matthias Adriaan Snoeck, heer van de Barendonk (1761-1840), generaal-majoor
              - Jhr. Thomas Hendrik Snoeck (1808-1870), luitenant-kolonel titulair; trouwde in 1857 met Charlotte Elisabeth Eva Krijthé, vrouwe van Raamsdonk (1835-1884)
                - Jkvr. Geertruida Helena Charlotte Snoeck, vrouwe van Raamsdonk (1858-1934)

              - Jhr. Adriaan Snoeck (1810-1890), 1e luitenant
                - Jhr. Willem Cato Snoeck (1844-1920), kapitein
                  - Jhr. Jacobus Cornelis Snoeck (1881-1921), kunstschilder; trouwde in 1906 met Lucie Jeanne Broedelet (1875-1969), schrijfster en dichteres

            - David Snoeck (1763-1851), kapitein infanterie, burgemeester van Cuyk
- Jan Snoeck (†1625), brouwer, raad, vroedschap en schepen van Gorinchem
  - Matthijs Snoeck (†1659), koopman te Amsterdam
    - Johan Snoeck (1639-1672), raad, vroedschap en schepen van Gorinchem
      - Mathijs Snoeck (1671-1734), schepen van Gorinchem
        - Samuel Snoeck (1709-1761), baljuw van Papendrecht, heemraad van de Nederwaard
          - Mr. Matthijs Snoeck (1737-1788), raad en schepen van Leiden
            - Samuel Snoeck, later: Snouck van Loosen (1766-1839), lid Tweede Kamer, stamvader van de in 1885 uitgestorven tak Snouck van Loosen; trouwde in 1793 met Cornelia Petronella van Loosen (1772-1846)
              - Cornelia Eva Wilhelmina Snouck van Loosen (1801-1852); trouwde in 1828 met jhr. Pieter Opperdoes Alewijn (1800-1875), lid Tweede Kamer
              - Margaretha Maria Snouck van Loosen (1807-1885), laatste naamdrager van de tak Snouck van Loosen en naamgever van het Snouck van Loosenfonds

            - Mr. Vincent Snoeck, later: Snoeck van Tol (1770-1821), hoofdingeland van Rijnland; met zijn kinderen stierf de tak Snoeck van Tol uit